# Campania Puteolana Calcio 1990-1991
Questa pagina raccoglie le informazioni riguardanti il Campania Puteolana nelle competizioni ufficiali della stagione 1990-1991.

## Rosa
| N. |                   | Ruolo | Calciatore            |
| -- | ----------------- | ----- | --------------------- |
|    | Italia (bandiera) | P     | Francesco Anellino    |
|    | Italia (bandiera) | D     | Gaetano Bellomo       |
|    | Italia (bandiera) | P     | Massimo Bianchi       |
|    | Italia (bandiera) | A     | Salvatore Buoncammino |
|    | Italia (bandiera) | D     | Armando Cascione      |
|    | Italia (bandiera) | C     | Ciro Castellano       |
|    | Italia (bandiera) | C     | Rossano Romano        |
|    | Italia (bandiera) | D     | Cosimo De Blasio      |
|    | Italia (bandiera) | C     | Gaetano Esposito      |
|    | Italia (bandiera) | D     | Antonio Fabbiano      |
|    | Italia (bandiera) | C     | Fabio Favi            |
|    | Italia (bandiera) | D     | Fabio Germini         |

| N. |                   | Ruolo | Calciatore        |
| -- | ----------------- | ----- | ----------------- |
|    | Italia (bandiera) | P     | Angelo Grieco     |
|    | Italia (bandiera) | D     | David Guidi       |
|    | Italia (bandiera) | A     | Gianluca Nistri   |
|    | Italia (bandiera) | C     | Salvatore Pesce   |
|    | Italia (bandiera) | D     | Mario Petrone     |
|    | Italia (bandiera) | C     | Stefano Sacco     |
|    | Italia (bandiera) | D     | Rosario Sasso     |
|    | Italia (bandiera) | A     | Massimo Scarpa    |
|    | Italia (bandiera) | C     | Sandro Sciarappa  |
|    | Italia (bandiera) | C     | Michele Tomasino  |
|    | Italia (bandiera) | C     | Vincenzo Varriale |
|    | Italia (bandiera) | D     | Walter Vio        |

## Risultati

### Campionato

#### Girone di andata
| 16 settembre 1990 1ª giornata | Catanzaro | 0 – 0 | Campania Puteolana |  |

| 23 settembre 1990 2ª giornata | Campania Puteolana | 3 – 2 | Catania |  |

| 30 settembre 1990 3ª giornata | Casarano | 3 – 0 | Campania Puteolana |  |

| 7 ottobre 1990 4ª giornata | Campania Puteolana | 0 – 1 | Battipagliese |  |

| 14 ottobre 1990 5ª giornata | Perugia | 2 – 0 | Campania Puteolana |  |

| 21 ottobre 1990 6ª giornata | Campania Puteolana | 1 – 2 | Casertana |  |

| 4 novembre 1990 7ª giornata | Fidelis Andria | 1 – 1 | Campania Puteolana |  |

| 11 novembre 1990 8ª giornata | Campania Puteolana | 2 – 2 | Siena |  |

| 18 novembre 1990 9ª giornata | Monopoli | 2 – 1 | Campania Puteolana |  |

| 25 novembre 1990 10ª giornata | Campania Puteolana | 1 – 2 | Ternana |  |

| 2 dicembre 1990 11ª giornata | Palermo | 2 – 1 | Campania Puteolana |  |

| 9 dicembre 1990 12ª giornata | Campania Puteolana | 2 – 0 | Torres |  |

| 16 dicembre 1990 13ª giornata | Siracusa | 1 – 0 | Campania Puteolana |  |

| Arbitro: | Bortoli (Schio) |

|                                                      |           |              |
| Cancellato 34’ Donnarumma 47’, 80’, 86’ Calcagno 60’ | Marcatori | 62’ Varriale |

| 6 gennaio 1991 15ª giornata | Campania Puteolana | 1 – 1 | Licata |  |

| 13 gennaio 1991 16ª giornata | Giarre | 1 – 0 | Campania Puteolana |  |

| 20 gennaio 1991 17ª giornata | Campania Puteolana | 1 – 0 | Arezzo |  |

#### Girone di ritorno
| 3 febbraio 1991 18ª giornata | Campania Puteolana | 1 – 1 | Catanzaro |  |

| 10 febbraio 1991 19ª giornata | Catania | 4 – 0 | Campania Puteolana |  |

| 17 febbraio 1991 20ª giornata | Campania Puteolana | 0 – 0 | Casarano |  |

| 24 febbraio 1991 21ª giornata | Battipagliese | 3 – 1 | Campania Puteolana |  |

| 3 marzo 1991 22ª giornata | Campania Puteolana | 0 – 1 | Perugia |  |

| 17 marzo 1991 23ª giornata | Casertana | 2 – 0 | Campania Puteolana |  |

| 24 marzo 1991 24ª giornata | Campania Puteolana | 0 – 1 | Fidelis Andria |  |

| 30 marzo 1991 25ª giornata | Siena | 2 – 1 | Campania Puteolana |  |

| 7 aprile 1991 26ª giornata | Campania Puteolana | 1 – 2 | Monopoli |  |

| 14 aprile 1991 27ª giornata | Ternana | 2 – 1 | Campania Puteolana |  |

| 28 aprile 1991 28ª giornata | Campania Puteolana | 0 – 2 | Palermo |  |

| 5 maggio 1991 29ª giornata | Torres | 5 – 3 | Campania Puteolana |  |

| 12 maggio 1991 30ª giornata | Campania Puteolana | 1 – 3 | Siracusa |  |

| Pozzuoli 18 maggio 1991 31ª giornata | Campania        | 0 – 0 | Nola | Stadio Domenico Conte (2000 spett.)\| Arbitro: \| Lecce (Vasquez) \| |
| Arbitro:                             | Lecce (Vasquez) |       |      |                                                                      |

| 26 maggio 1991 32ª giornata | Licata | 3 – 0 | Campania Puteolana |  |

| 2 giugno 1991 33ª giornata | Campania Puteolana | 0 – 1 | Giarre |  |

| 9 giugno 1991 34ª giornata | Arezzo | 0 – 0 | Campania Puteolana |  |